# زهره سادات لاجوردی
زهره‌سادات لاجوردی (زادهٔ ۱۳۴۳) سیاستمدار اصولگرای ایرانی و نماینده حوزه انتخابیه تهران، ری، شمیرانات، اسلامشهر و پردیس در دوره یازدهم و دوازدهم مجلس شورای اسلامی است. او عضو شورای مرکزی جبهه پایداری انقلاب اسلامی است.
وی در دولت‌های نهم و دهم معاونت مرکز امور زنان را بر عهده داشت. لاجوردی، سخنگوی حزب زنان جمهوری اسلامی است. او از نامزدهای اصولگرایان برای انتخابات شورای اسلامی شهر تهران در سال ۱۳۹۶ بود که در این انتخابات شکست خورد. لاجوردی در انتخابات ۱۳۹۸ مجلس شورای اسلامی از حوزه انتخابیه تهران، ری، شمیرانات، اسلامشهر و پردیس نامزد شد و در فهرست وحدت اصولگرایان قرار گرفت و با کسب ۷۱۴ هزار و ۹۳۱ رأی، به‌عنوان نفر بیست‌و‌هشتم از حوزه انتخابیه تهران، ری، شمیرانات، اسلامشهر و پردیس از استان تهران انتخاب گردید.

## تحصیلات
زهره لاجوردی دارای مدرک کارشناسی ارشد علوم قرآن و حدیث از دانشکده اصول الدین تهران است که مدرک سطح دو حوزوی از جامعه الزهرا قم را نیز دارد.

## خانواده
او تنها دختر اسدالله لاجوردی دادستان سابق انقلاب تهران و تنها عضو خانواده او است که به عرصه سیاست آمده‌است.

## دیدگاه‌ها
زهره لاجوردی که در دولت محمود احمدی‌نژاد معاونت مرکز امور زنان و خانواده را بر عهده داشت و به مانند مدیران این مرکز بارها تأکید کرده که هویت زن تنها در چارچوب خانواده تعریف می‌شود. او تأکید کرده که موضوعاتی مانند «کودک همسری» اولویت منتخبان زن مجلس یازدهم نیست و اگر دختری «به بلوغ فکری و جسمی رسیده باشد» ازدواج او مشکلی ندارد.